# 중동인도아리아어군
중동인도아리아어군은 인도아리아어군의 하위 언어로 중인도아리아어군과 영향을 주고받았다.

## 분류
- 단와르어
- 바겔어
- 아와드어
- 차티스가르어
- 피지 힌두스탄어